# Lisa Arce
Pour les articles homonymes, voir Arce.
Lisa Arce, née le 8 juillet 1969 à Manhattan Beach, est une joueuse de beach-volley américaine. Elle est médaillée d'argent aux Championnats du monde de beach-volley en 1997 à Los Angeles avec Holly McPeak.